# Романтическая опера
Романтическая опера — музыкально-драматическое произведение, написанное на романтический сюжет. Романтизм в музыкальной области сказался позднее, чем в литературе — в 20-х годах XIX столетия. Сюжеты таких опер отличались фантастичностью, мистицизмом. 
Романтическая опера зародилась в Германии. С её развитием связан подъём национального духа, явившийся реакцией против иностранного, преимущественно французского влияния. К романтической оперной школе принадлежат Шпор, Маршнер и, в особенности, Вебер. Романтиком может быть отчасти назван и Вагнер, особенно в «Лоэнгрине», «Тангейзере» и «Моряке-скитальце».